# Jogos Asiáticos em Recinto Coberto de 2009
Os Jogos Asiáticos em Recinto Coberto de 2009 foram a terceira edição do evento multiesportivo realizado na Ásia a cada dois anos.  O evento foi realizado em Hanói e em mais cinco cidades do Vietnã.

## Marketing

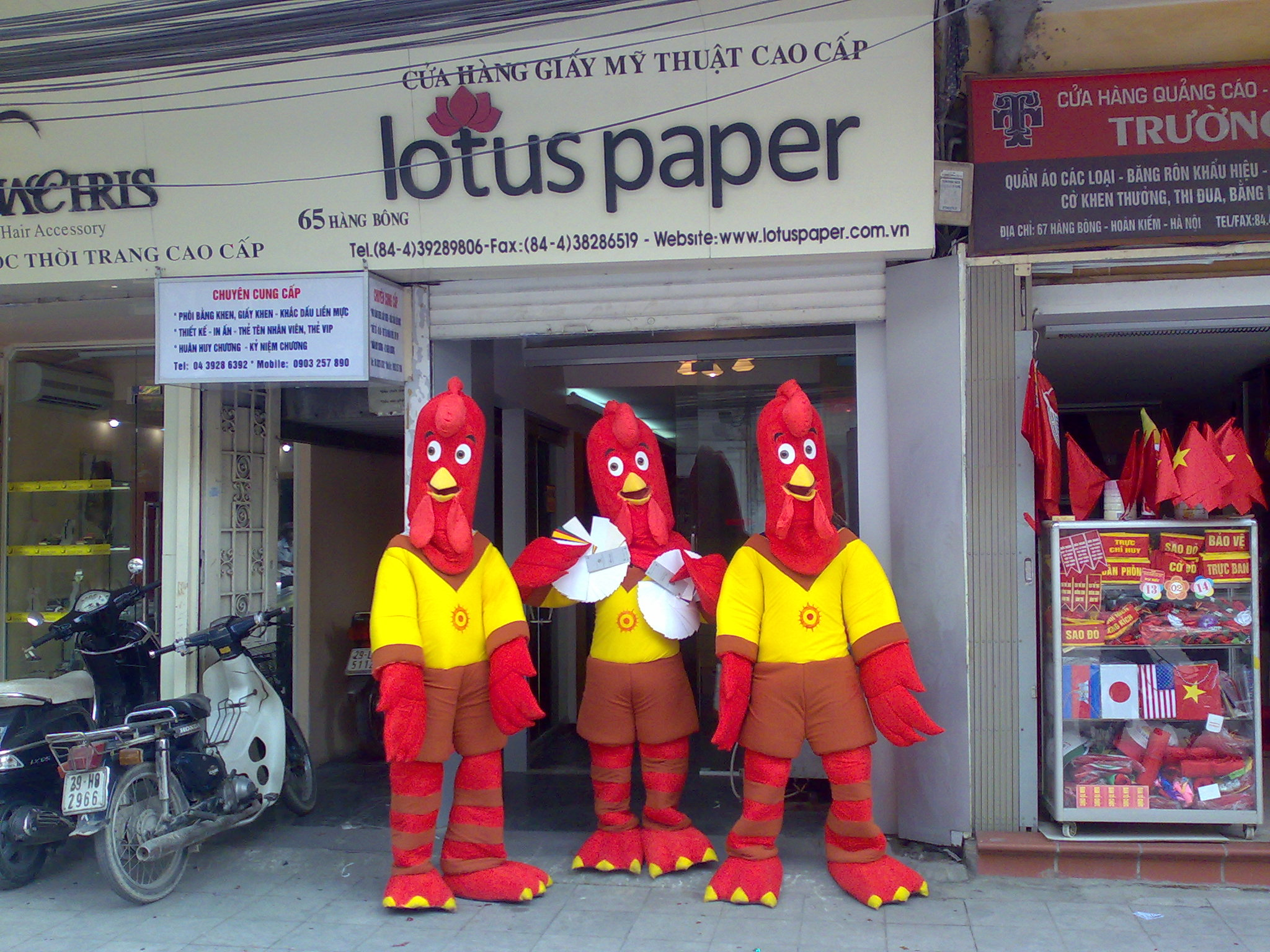
Pessoas com a fantasia do mascote dos Jogos dão as boas vindas aos visitantes.

### Logotipo
O logotipo dos Jogos do Vietnã é uma tocha estilizada, formada por pétalas coloridas, que também representam uma flor de lótus. As pétalas, ligadas umas às outras como em uma linha contínua, representam solidariedade, amizade e cooperação. No centro da flor, o sol vermelho, símbolo do Conselho Olímpico da Ásia e elemento presente em todos os logotipos de eventos organizados pela entidade, representa o pistilo da flor.

### Mascote
O mascote escolhido para os Jogos do Vietnã é um galo da raça Ho, típica do país. De acordo com o folclore local, o galo possui todas as características de uma pessoa de honra. A postura do galo demonstra que a indústria esportiva do Vietnã está pronta para receber eventos esportivos.

## Esportes

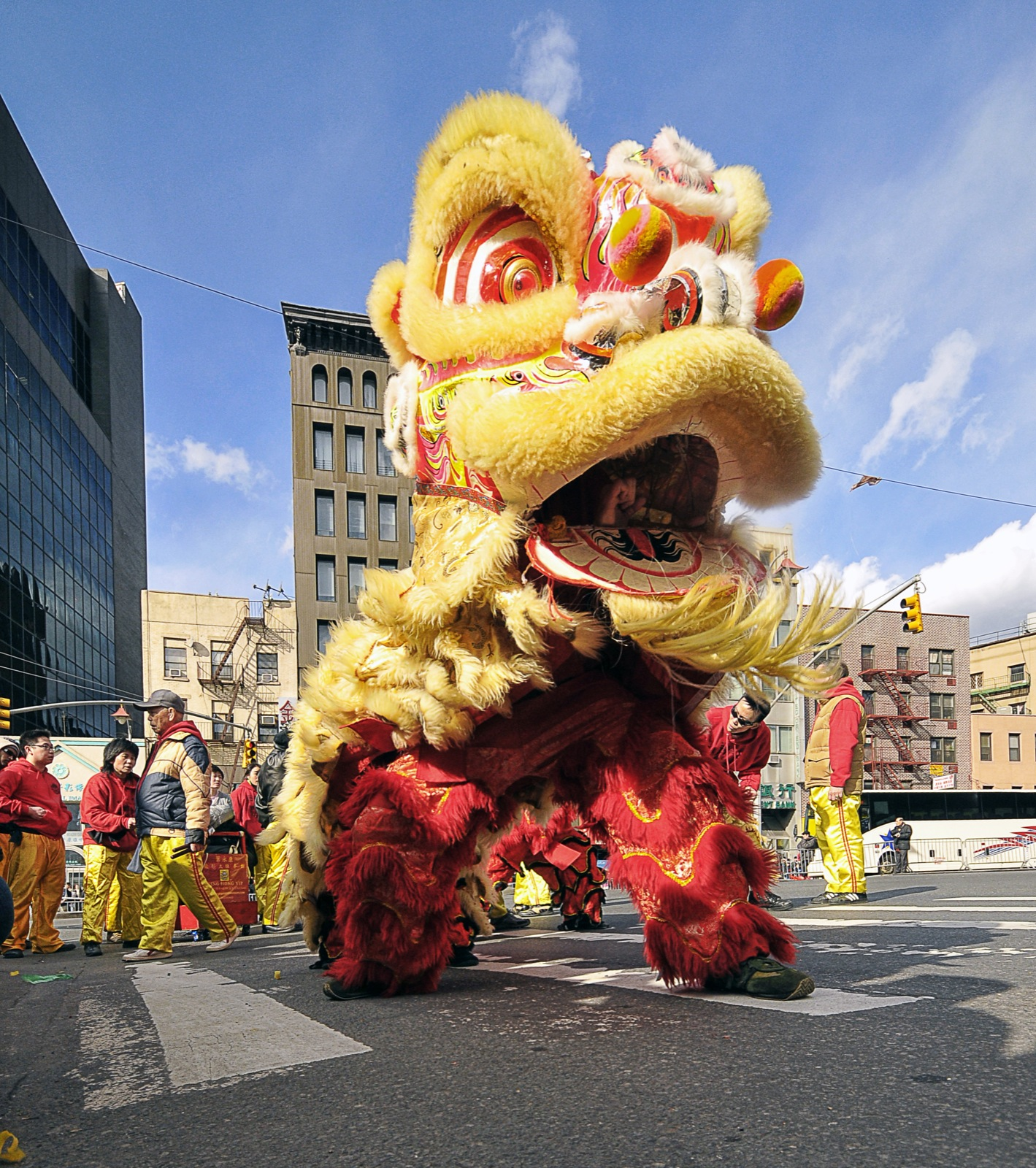
A dança do leão é disputada nos Jogos Asiáticos em Recinto Coberto.

Em relação à edição anterior, o programa dos Jogos do Vietnã não contou com os eventos de ciclismo indoor, esportes radicais e hóquei. Streetball, kurash e kickboxing, que foram esportes de demonstração em Macau, foram incluídos como esportes oficiais nesta edição, assim como o vovinam e o pencak silat, duas artes marciais tradicionais do Vietnã. O jiu-jitsu é esporte de demonstração.
As seguintes modalidades formaram o programa dos Jogos:
| - Atletismo - Bilhar - Boliche - Boxe feminino - Dança esportiva - Danças do dragão e do leão - Futsal - Ginástica acrobática - Jiu-jitsu - Kabaddi - Kickboxing - Kurash - Muay Thai | - Natação - Natação com nadadeiras - Pencak Silat - Petanca - Peteca - Sepaktakraw - Streetball - Tiro com arco indoor - Esportes eletrônicos - Vovinam - Wushu - Xadrez - Xiangqi |

## Países participantes
42 países participaram do evento:
| - Arábia Saudita - Afeganistão - Bahrein - Bangladesh - Butão - Brunei - Camboja - Cazaquistão - China - Coreia do Sul - Emirados Árabes Unidos - Filipinas - Hong Kong, China - Iêmen | - Índia - Indonésia - Irão - Iraque - Japão - Jordânia - Kuwait - Laos - Macau, China - Malásia - Maldivas - Mongólia - Myanmar - Nepal | - Omã - Paquistão - Catar - Quirguistão - Singapura - Sri Lanka - Síria - Tajiquistão - Tailândia - Taipé Chinesa - Timor-Leste - Turquemenistão - Uzbequistão - Vietname |

## Calendário
Este foi o calendário dos Jogos do Vietnã:
| ● | Cerimônia de abertura |  | Dia de competição |  | Dia de final | ● | Cerimônia de encerramento |

| Outubro/Novembro           | 28 | 29 | 30 | 31 | 1  | 2  | 3  | 4  | 5  | 6  | 7  | 8 | Finais |
| -------------------------- | -- | -- | -- | -- | -- | -- | -- | -- | -- | -- | -- | - | ------ |
| Cerimônias                 |    |    | ●  |    |    |    |    |    |    |    |    | ● |        |
| Atletismo                  |    |    |    | 6  | 8  | 12 |    |    |    |    |    |   | 26     |
| Bilhar                     |    |    |    |    | 1  | 2  | 1  | 1  | 2  | 1  | 2  |   | 10     |
| Boliche                    |    |    |    |    | 1  | 1  | 1  | 1  |    |    | 2  |   | 6      |
| Boxe                       |    |    |    |    |    |    |    | 8  |    |    |    |   | 8      |
| Dança esportiva            |    |    |    |    |    |    |    |    |    | 5  | 5  |   | 10     |
| Danças do dragão e do leão |    |    |    |    |    | 2  | 2  | 2  |    |    |    |   | 6      |
| Esportes eletrônicos       |    |    |    |    | 1  | 1  | 2  | 2  |    |    |    |   | 6      |
| Futsal                     |    |    |    |    |    |    |    |    |    | 1  | 1  |   | 2      |
| Ginástica aeróbica         |    |    |    |    |    |    | 4  |    |    |    |    |   | 4      |
| Kabaddi                    |    |    |    |    |    |    |    |    |    | 1  |    |   | 1      |
| Kickboxing                 |    |    |    |    |    |    |    |    |    |    | 8  |   | 8      |
| Kurash                     |    |    |    |    |    | 2  | 3  | 3  |    |    |    |   | 8      |
| Muay Thai                  |    |    |    |    |    |    |    |    |    |    | 9  |   | 9      |
| Natação                    |    |    |    |    |    |    |    | 8  | 7  | 8  | 7  |   | 30     |
| Natação com nadadeiras     |    |    |    | 5  | 6  | 5  |    |    |    |    |    |   | 16     |
| Pencak Silat               |    |    |    |    |    |    |    |    | 3  |    | 12 |   | 15     |
| Petanca                    |    |    |    |    |    |    |    |    | 2  |    | 2  |   | 4      |
| Peteca                     |    |    |    |    |    |    |    | 2  |    | 2  | 2  |   | 6      |
| Sepaktakraw                |    |    |    |    |    | 2  |    |    |    |    |    |   | 2      |
| Streetball                 |    |    |    |    |    |    |    |    | 1  | 1  |    |   | 2      |
| Tiro com arco              |    |    |    |    |    |    |    |    | 4  | 4  |    |   | 8      |
| Vovinam                    |    |    |    | 6  | 4  | 4  |    |    |    |    |    |   | 14     |
| Wushu                      |    |    |    |    |    |    |    |    |    | 6  | 2  |   | 8      |
| Xadrez                     |    |    |    |    | 1  |    |    | 2  |    |    | 1  |   | 4      |
| Xiangqi                    |    |    |    |    |    |    |    |    | 1  |    | 1  |   | 2      |
| Jiu-jitsu (demonstração)   |    |    |    |    |    |    | 5  | 6  | 3  | 5  | 4  |   | 23     |
| Total                      |    |    |    | 17 | 22 | 31 | 18 | 35 | 23 | 34 | 58 | 0 | 238    |

## Quadro de medalhas
País sede destacado.
| Ordem | País                   | Medalha de ouro | Medalha de prata | Medalha de bronze |     |
| ----- | ---------------------- | --------------- | ---------------- | ----------------- | --- |
| 1     | China                  | 48              | 25               | 19                | 92  |
| 2     | Vietname               | 42              | 30               | 22                | 94  |
| 3     | Cazaquistão            | 21              | 16               | 21                | 58  |
| 4     | Tailândia              | 19              | 17               | 34                | 70  |
| 5     | Irã                    | 17              | 15               | 13                | 45  |
| 6     | Coreia do Sul          | 16              | 14               | 16                | 46  |
| 7     | Índia                  | 6               | 9                | 25                | 40  |
| 8     | Hong Kong              | 6               | 9                | 17                | 32  |
| 9     | Indonésia              | 6               | 3                | 14                | 23  |
| 10    | Uzbequistão            | 5               | 9                | 10                | 24  |
| 11    | Japão                  | 5               | 9                | 9                 | 23  |
| 12    | Arábia Saudita         | 4               | 3                | 2                 | 9   |
| 13    | Laos                   | 3               | 8                | 14                | 25  |
| 14    | Taipé Chinesa          | 3               | 5                | 15                | 23  |
| 15    | Malásia                | 3               | 5                | 8                 | 16  |
| 16    | Emirados Árabes Unidos | 3               |                  | 3                 | 6   |
| 17    | Catar                  | 2               | 3                | 3                 | 8   |
| 18    | Singapura              | 1               | 7                | 3                 | 11  |
| 19    | Camboja                | 1               | 4                | 7                 | 12  |
| 20    | Filipinas              | 1               | 4                | 5                 | 10  |
| 21    | Jordânia               | 1               | 4                | 1                 | 6   |
| 22    | Brunei                 | 1               | 3                | 1                 | 5   |
| 23    | Macau                  | 1               | 2                | 3                 | 6   |
| 24    | Mongólia               |                 | 2                | 5                 | 7   |
| 25    | Iraque                 |                 | 2                | 4                 | 6   |
| 26    | Afeganistão            |                 | 2                | 2                 | 4   |
| 27    | Brunei                 |                 | 1                | 6                 | 7   |
| 28    | Kuwait                 |                 | 1                | 4                 | 5   |
| 29    | Sri Lanka              |                 | 1                | 2                 | 3   |
| 30    | Síria                  |                 | 1                | 1                 | 2   |
| 31    | Tajiquistão            |                 | 1                |                   | 1   |
| 32    | Líbano                 |                 |                  | 1                 | 1   |
| 32    | Quirguistão            |                 |                  | 1                 | 1   |
| 32    | Bangladesh             |                 |                  | 1                 | 1   |
| TOTAL | TOTAL                  | 215             | 215              | 292               | 722 |

Não inclui as medalhas do jiu-jitsu, que foi um esporte de demonstração nesta edição dos Jogos.